# سالم إبراهيم الرواني
سالم إبراهيم الرواني  من مواليد 28 فبراير 1977 في ليبيا، وهو لاعب كرة قدم ليبي يلعب حاليا نادي المدينة الليبي، ولعب أيضا في المنتخب الليبي لكرة القدم.

## عنه
كانت بداية الرواني مع الكرة سنة 1988 مع اشبال نادي الحاراتي بالخمس وتدرج إلى مرحلة الاواسط سنة 1993 ثم لعب مع الكبار وهو لا زال في فئة الاواسط سنة 1994 حيث لعب لموسم واحد مع كبار الحاراتي قبل أن يتوقف عن ممارسة هوايته لموسمين لظروف الدراسة.
وعاد مجددا بعد فترة التوقف إلى حيث نشأ بنادي الحاراتي وبعد أن تحصل على لقب الهداف في تصفيات الدرجة الثانية بعدد كبير من الأهداف، وكان من ضمن فريق الحارتي خلال هذه التصفيات اللاعب السابق (عبد الباسط محمود) لاعب المدينة السابق بالإضافة إلى اللاعب (عمران فرحات )، والذي التحق بفريق الحارتي قادماً من نادي المدنية سنة 1996 وهو صديق وديع هنكة الذي اقترح على وديع هنكة الحضور ومشاهدة سالم الرواني لضمه لنادي المدينة تم اقتراح اللاعب على رئيس نادي المدينة وقتها الحاج عبد السلام التركي ووقع صفقة انتقاله إلى نادي المدينة سنة 1998
وكانت هذه مرحلة انتقالية كبيرة في حياة هذا اللاعب الكبير الذي عرف بعدها عالم النجومية والتألق
وحقق لقب هداف المدينة في أول موسم لعب فيه وحقق معه المدينة الصدارة على مجموعته سنة 1999-2000
وفقد الفرصة في نيل اللقب عند مباراة النصف نهائي ولكن في الموسم التالي 2000-2001 حقق البطولة مع المدينة وبطولة الكأس الممتازة
وساهم الرواني بفاعلية في تحقيق هذه البطولة حيث كان أحد مفاتيح الهجوم التي أسهمت في إيصال الكرات للهداف علي الميان، استمر الرواني مع المدينة عدة مواسم حتى انتقل في موسم 2004/ 2005 إلى نادي الاتحاد بعرض مالي ضخم ومجزي،
وعرف الرواني مع الاتحاد مرحلة تألق كبيرة جداً على الصعيد المحلي والقاري، وخلال هذه المسيرة حقق الرواني الكثير من الانجازات سواء على الصعيد الشخصي أو على صعيد الفرق التي لعب لها

### أهم محطات اللاعب مع فريق الحاراتي
- تحصل الرواني مع اشبال الحاراتي على بطولتين للمنطقة الوسطى وفي هاتين البطولتين تحصل على لقب أفضل لاعب وأفضل هداف.

كما تحصل مع اواسط الحاراتي على بطولتين للمنطقة الوسطى وخلالهما أيضا نال اللاعب جائزة أفضل لاعب
- تحصل في موسم 97/98 مع كبار الحاراتي على هداف بطولة دوري الزحف الأخضر

### محطات مهمة للرواني مع فريق المدينة
في أول موسم للاعب تحصل مع فريق المدينة على لقب هداف الفريق واحتل صدارة المجموعة وفاز على الأهلي ط ذهاباً وعودة
سجل الرواني في المباراتين وكنت مباراة الذهاب في مدينة الخمس بالذات وسجل الرواني الهدف في مرمى مصباح شنقب الحارس الكبير
في الموسم التالي تحصل على بطولة الدوري سنة 2001 والكأس الممتازة في ذات السنة بعد فوزهم علي نادي الأهلي طرابلس 2_1

## إنجازات
على الصعيد الشخصي تحصل على جائزة أفضل لاعب والتي منحتها جريدة الهدف الرياضي،
كما تحصل اللاعب على هداف الدوري السداسي لموسم 2005/2006
وتحصل معه على عدة ألقاب ووصل معه إلى نصف النهائي في بطولات أفريقيا
سجل أهداف بارعة على المستوى الإفريقي ظلت مسجلة له من أهمها هدف من تسديدة قبل دائرة الملعب في مرمى فريق بنيني وهدف ولا أروع في بطولة أفريقيا

## وصلة خارجية
- سالم إبراهيم الرواني على موقع قاعدة بيانات كرة القدم.إي يو (الإنجليزية)
- سالم إبراهيم الرواني على موقع ناشيونال فوتبول تيمز (الإنجليزية)
- سالم إبراهيم الرواني على موقع Soccerway.com (الإنجليزية)

- بيانات اللاعب من موقع Kooora.com

سجل أكتر من 100 هدف